# إيبيس (طعام)
إيبيس (بالإنجليزية: Epis) هو خليطٌ من الفلفل والثوم والأعشاب.
ويُستخدم في الأساس كنكهة للعديد من الأطباق في المطبخ الهايتي، ويطلِق عليه البعض تسميةَ صلصة البيستو الهايتية، كما يُعرَف أيضًا باسم زيبيس، ويُعتَبَر هذا المزيجُ عنصرًا أساسيًا لا غنى عنه في الطهي الهاييتي، إذ يمنح الأطباقَ نكهةً مميزةً تعكس ثقافةَ البلاد الغنية، كما تتميَّز تركيبةُ الأيبيس ببساطتها، لكنها تتطلَّب توازنًا دقيقًا بين مكوناتها، لضمان الحفاظ على طابعها التقليدي الذي توارثته الأجيالُ عبرَ العصور.

## المُكونات
غالبا ما يتكون طبق إيبيس من البقدونس، والبصل الأخضر، والثوم وعصير الحمضيات، والفلفل الإسكتلندي. غالبا مما يمُزج بالخلاط، حيث تُخلط المكونات حتى يصبح القوام ناعما حسب الرغبة، وتتنوع وصفات تحضير الإيبيس تقليديا حيث كانت النساء في هايتي يعدن وصفاتهن الخاصة بهُن، وفقا للخبرات الفردية كما تختلف الوصفات باختلاف المناطق الجغرافية.

## الاستخدام
يُستخدم الأيبيس كمخلل للحوم، كما يُستخدم أيضاً في تتبيل السمك، ويُضاف لتتبيل عدد من الأطباق الهايتية،. مثل الأرز، والفاصوليا، والحساء، واليخنة، ويُعد طريقة ملائمة للاستفادة من نكهات الأعشاب، والتوابل الطازجة في الطهي اليومي، كما أن العديد من الشعب الهايتي يستخدم الإيبيس في أطباق مختلفة.

## التاريخ
تعود أصول إيبيس إلى مزيجٍ من حضارة التاينو والحضارة الافريقية، وتجدر الإشارة إلى تشابهها مع صلصة سوفريتو المستخدمة في المطبخ الإسباني،  سواءً في المكونات أو طريقة التحضير. ويُعتبراستخدام هذه النكهة سمةً مشتركةً في أطباق المطبخ الكاريبي عموماً.

## انظُر أيضاً
- صلصة
- نكهة